# Delibašino Selo

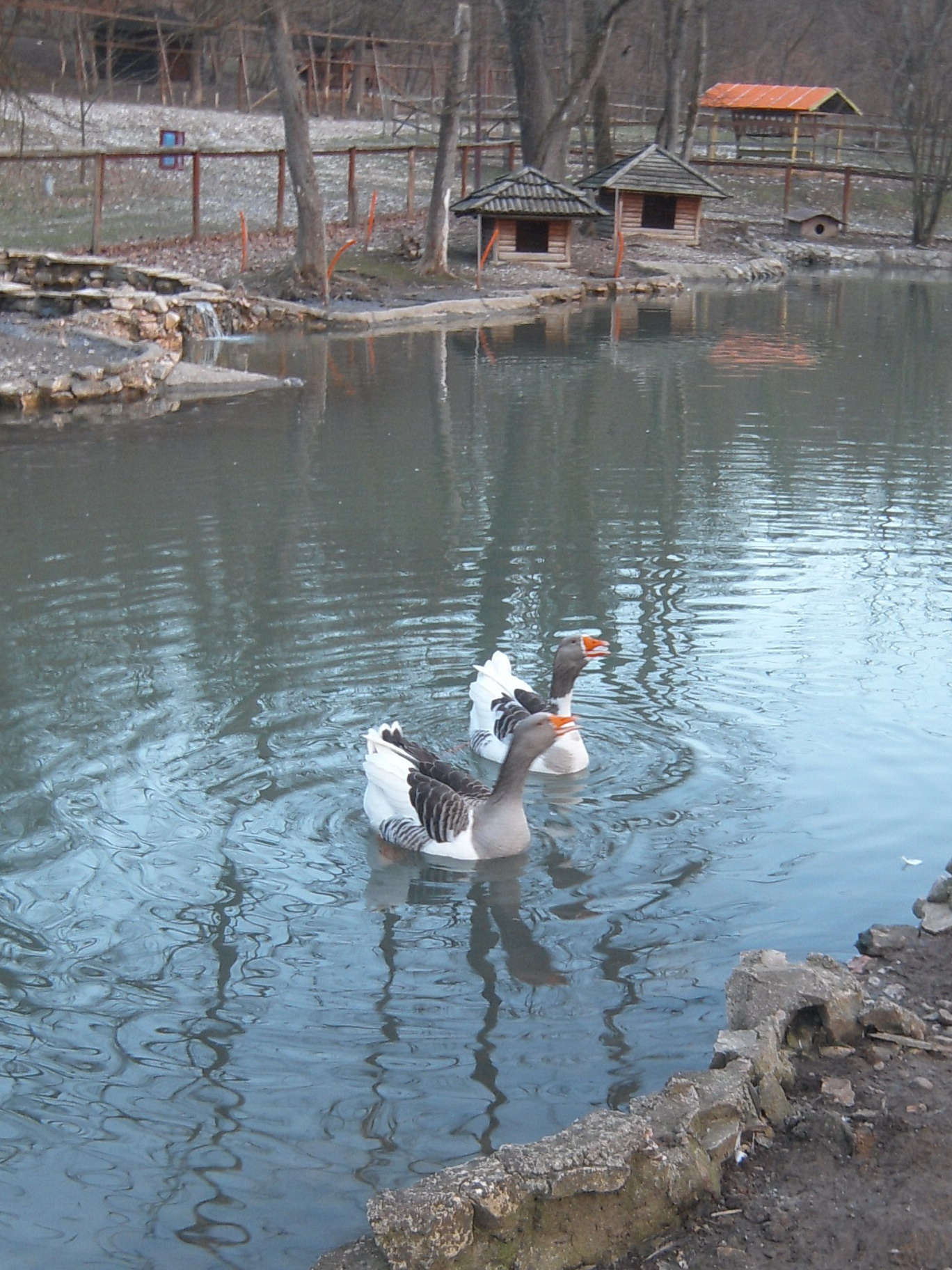
Le zoo de Banja Luka

Delibašino Selo (en serbe cyrillique : Делибашино Село) est un faubourg de Banja Luka, la capitale de la république serbe de Bosnie, Bosnie-Herzégovine.

## Géographie
Delibašino Selo est situé à 5 km au nord-est du centre ville de Banja Luka, à proximité de la forêt de Trapisti.

## Caractéristiques
Delibašino selo, parfois appelé Trapisti, permet de suivre l'évolution industrielle de Banja Luka. Les moines trappistes se sont installés dans le secteur en 1869 et y ont fondé un monastère. Ils y ont également construit tout un complexe artisanal et industriel, en fabriquant notamment de la bière, du fromage ou des pâtes alimentaires. L'ensemble était complété par une centrale hydroélectrique, un moulin, une usine de textiles, un atelier d'imprimerie, une briqueterie, une boulangerie etc. Encore aujourd'hui, il est possible de visiter le monastère, la brasserie Banjalučka pivara et le pub Zlatna krigla, « La Chope d'or », ainsi que la vieille centrale hydroélectrique.
Le zoo de Banja Luka et le parc forestier de Trapisti, situés à proximité, sont des lieux de promenade appréciés des habitants de la ville.